# Laser hồng ngọc
Laser hồng ngọc có một thanh hồng ngọc và được quấn quanh một ống ánh sáng. Khi ánh sáng lóe lên thì thanh hồng ngọc phát ra một chùm tia laser màu ngọc đỏ có cường độ lớn. Không phải các tia laser đều làm bằng hồng ngọc, ít nhất có 100 vật chất để chế tạo laser.